# Eucereon facundum
Eucereon facundum är en fjärilsart som beskrevs av Max Wilhelm Karl Draudt 1917. Eucereon facundum ingår i släktet Eucereon och familjen björnspinnare. Inga underarter finns listade i Catalogue of Life.